# Carlos von Koseritz
Carlos von Koseritz (Dessau, 7 de junio de 1830 - Porto Alegre, 30 de mayo de 1890) fue un profesor, folclorista, empresario, político, periodista y escritor germano-brasileño. Es considerado uno de los más completos, versátiles, eruditos y activos periodistas del siglo XIX en el estado de Río Grande del Sur y tuvo mucha influencia en su época, despertando al mismo tiempo disputas por sus ideas avanzadas e inconformistas y por la combatividad con que las defendía. Fundó varios periódicos y colaboró en muchos otros, escribió una gran cantidad de artículos y dejó diversos libros de investigación, teoría y literatura que revelan un amplio espectro de intereses.